# Barbara Hetmańska
Barbara Agata Hetmańska, wcześniej występująca pod pseudonimami Candy Girl i Kendi (ur. 29 listopada 1986 w Katowicach) – polska piosenkarka.

## Życiorys

### Rodzina i edukacja
Pochodzi z rodziny o muzycznych tradycjach. Ma dwoje rodzeństwa: brata i siostrę.
Jest absolwentką II Liceum Ogólnokształcącego im. Powstańców Śląskich w Mysłowicach. Ukończyła szkołę muzyczną I stopnia.

### Kariera
Kiedy miała pięć lat, zdobyła główną nagrodę na Festiwalu Piosenki Dziecięcej. W latach 2001–2002 była laureatką konkursu piosenki angielskiej w Mysłowicach. Zajęła pierwsze miejsce na Festiwalu Młodych Talentów w Katowicach (2004) i Festiwalu Talentów Niezwykłych „Uwaga Talent” (2005).

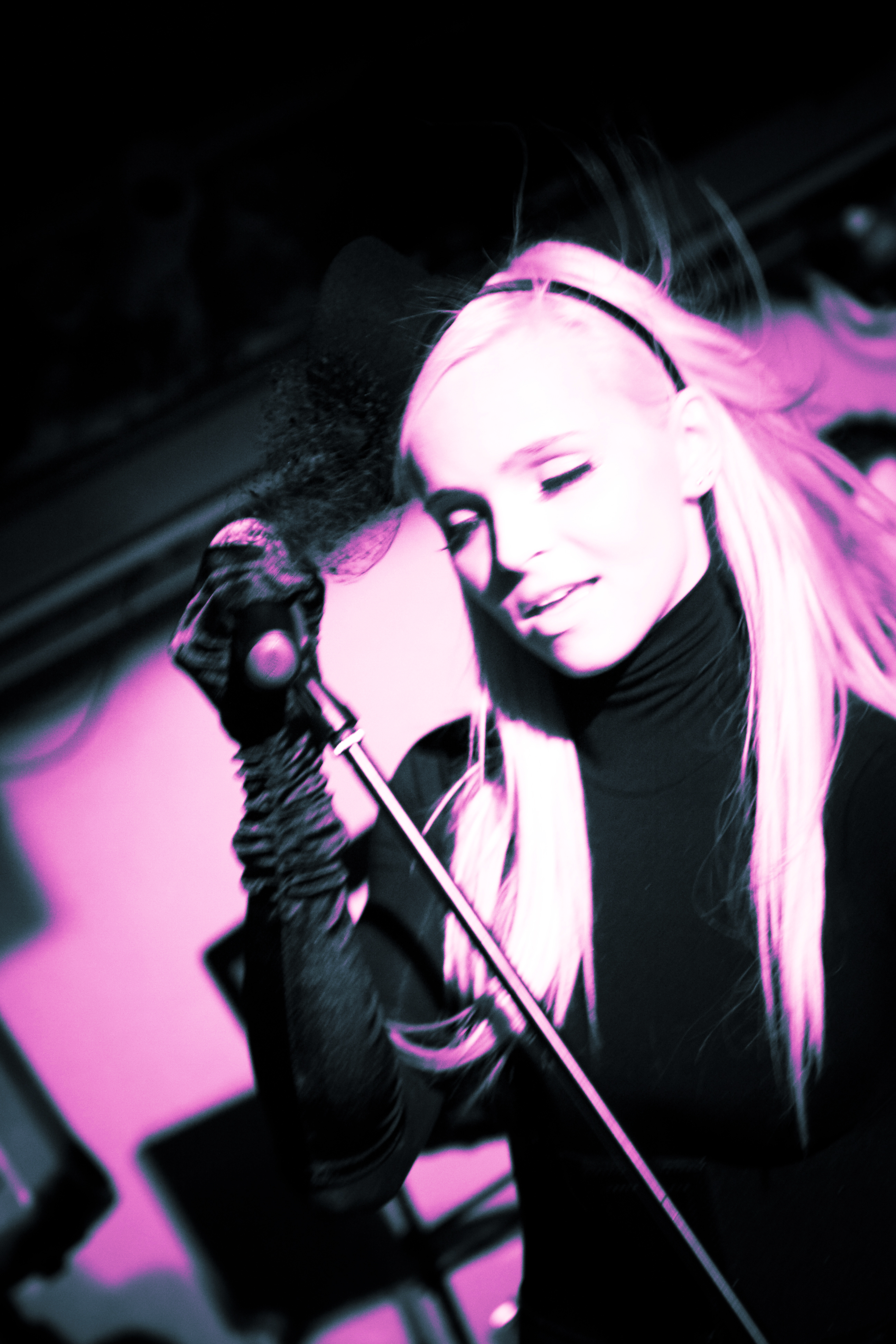
Candy Girl (2008)

W 2008 wystąpiła w teledysku K.A.S.Y. do piosenki „To właśnie ty”.
W 2009 wydała singiel „Yeah”, z którym wzięła udział w konkursie Premiery w ramach 46. Krajowym Festiwalu Piosenki Polskiej w Opolu i w konkursie Polski Hit Lata 2009 na Sopot Hit Festiwal 2009. 23 listopada 2009 nakładem Universal Music Group wydała swój debiutancki album studyjny pt. Hałas w mojej głowie, który promowała coverem utworu Izabeli Trojanowskiej „Wszystko czego dziś chcę” oraz singlami: „Yeah” i „Czas (siłę w sobie mam)”.
28 sierpnia 2010 z piosenką „Lick It” wzięła udział w Bydgoszcz Hit Festiwal 2010. Jesienią tego samego roku wzięła udział w pierwszej edycji programu Viva Polska Królowie Densfloru. Pod koniec rok wyjechała do Chin, gdzie zagrała ponad 30 koncertów.

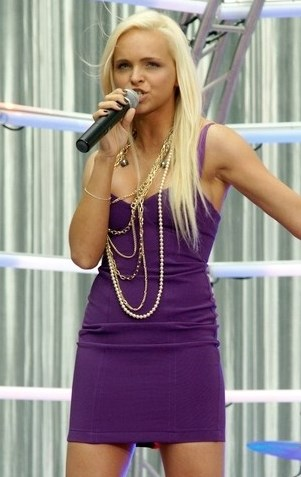
Candy Girl na 46. KFPP w Opolu (2009)

28 października 2011 wydała cyfrowo album pt. Między jawą a snem, a w ramach promocji płyty zagrała trasę koncertową „Wake Up Tour” w Azji.
Zagrała epizodyczną rolę sekretarki w filmie Barbary Białowąs Big Love (2012). Po rozwiązaniu kontraktu z Universal Music w 2012 podpisała umowę z EMI Music Poland, której nakładem wydała album pt.Crazy − Między jawą a snem, reedycję Między jawą a snem wzbogaconą o dwa premierowe utwory.
W 2013 poprowadziła program Randka się opłaca w Viva Polska oraz, razem z Marcinem „Kuz” Kuśmierczykiem, rozpoczęła pracę nad projektem #QZ #KENDI; pięć autorskich utworów udostępnili do darmowego pobrania w platformie SoundCloud.
W 2014 wraz z siostrą Moniką stworzyła markę odzieżową Barracuda Wear.

## Dyskografia

### Albumy studyjne
| Rok  | Dane dot. albumu |
| ---- | --- |
| 2009 | Hałas w mojej głowie - Wydany: 23 listopada 2009 - Wytwórnia: Universal Music Polska - Formaty: CD, digital download |
| 2011 | Między jawą a snem - Wydany: 28 października 2011 - Wytwórnia: Universal Music Polska - Formaty: digital download    |
| 2012 | Crazy − Między jawą a snem - Wydany: 27 listopada 2012 - Wytwórnia: EMI Music Poland - Formaty: CD, digital download |
| 2018 | EP Basia Hetmańska - Wydany: 8 czerwca 2018 - Wytwórnia: Polskie Radio - Formaty: CD, digital download               |

### Single
| Rok                                                      | Tytuł                              | Pozycja na liście | Album                      |
| Rok                                                      | Tytuł                              | POL (dyskoteki)   | Album                      |
| -------------------------------------------------------- | ---------------------------------- | ----------------- | -------------------------- |
| 2009                                                     | „Wszystko czego dziś chcę”         | –                 | Hałas w mojej głowie       |
| 2009                                                     | „Yeah”                             | –                 | Hałas w mojej głowie       |
| 2009                                                     | „Czas (siłę w sobie mam)”          | –                 | Hałas w mojej głowie       |
| 2010                                                     | „Lick It” (feat. DJ Adamus)        | 30                | –                          |
| 2011                                                     | „Jesteś jak sen”                   | –                 | Między jawą a snem         |
| 2011                                                     | „Hello” (East Clubbers Remix)      | –                 | Między jawą a snem         |
| 2012                                                     | „Do It Just 4 U” (feat. DJ Adamus) | –                 | Między jawą a snem         |
| 2012                                                     | „Crazy”                            | –                 | Crazy – Między jawą a snem |
| 2012                                                     | „With Me” (feat. MK Schulz)        | –                 | Crazy – Między jawą a snem |
| 2013                                                     | „Blow Me” (feat. Marco)            | –                 | –                          |
| 2018                                                     | „Słoń”                             | –                 | EP Basia Hetmańska         |
| 2019                                                     | „Given Up On Love”                 | –                 | EP Basia Hetmańska         |
| „–” oznacza, że singel nie był notowany na danej liście. |                                    |                   |                            |

### Teledyski
| Rok  | Utwór                                | Reżyseria/Realizacja            |
| ---- | ------------------------------------ | ------------------------------- |
| 2009 | „Wszystko czego dziś chcę”           | Paweł Krawczyk                  |
| 2009 | „Yeah”                               | Grupa 13                        |
| 2009 | „Czas (siłę w sobie mam)”            | Grupa 13                        |
| 2010 | „Lick It”                            | Dariusz Szermanowicz (Grupa 13) |
| 2011 | „Jesteś jak sen” / „You Are the One” | Grupa 13                        |
| 2013 | „Crazy”                              | –                               |
| 2018 | „Słoń”                               | Grupa 13                        |

## Filmografia
- 2012: Big Love jako sekretarka

## Nagrody i nominacje
| Rok  | Nagroda                     | Kategoria                   | Uwagi     |
| ---- | --------------------------- | --------------------------- | --------- |
| 2009 | 46. KFPP w Opolu            | Premiery („Yeah”)           | Nominacja |
| 2009 | Sopot Hit Festiwal 2009     | Polski hit lata („Yeah”)    | Nominacja |
| 2010 | Viva Comet 2010             | Debiut roku                 | Nominacja |
| 2010 | Viva Comet 2010             | Image roku                  | Nominacja |
| 2010 | Plotki Roku 2009            | Debiut roku                 | Nominacja |
| 2010 | ITV Euromusic 2010          | —                           | Nominacja |
| 2010 | Bydgoszcz Hit Festiwal 2010 | Polski hit lata („Lick It”) | Nominacja |
| 2011 | Viva Comet 2011             | Image roku                  | Nominacja |